# ハシブトペンギン
ハシブトペンギン（嘴太企鵝、学名：Eudyptes robustus）は、ペンギン目ペンギン科に分類される鳥類。別名：スネアズペンギン、スネアーズペンギン。

## 分布
ニュージーランド（スネアーズ諸島）固有種

## 形態
全長51-61センチメートル。頭部から上面の羽衣は黒く、下面の羽衣は白い。嘴はオレンジから赤色で太い。種小名 robustus は「頑丈」を意味し、嘴が由来。嘴基部から眼上部、後頭にかけて太く黄色い筋模様が入り、後部では垂れ下がる。頬には白い筋模様が入らない。
虹彩は赤褐色。嘴基部に白い皮膚が裸出する。嘴は橙褐色で後肢はピンク色。
成鳥は下腹部に卵を温めるため抱卵斑を持つ。

## 生態
寿命は平均11年。21年生きた個体もいる。
食性は動物食で、主に小魚、オキアミ、イカなどを食べる。12羽程度の群れで採餌を行う。基本的にスネアーズ諸島から離れることは無いが、抱卵期に行う長期の採餌旅行の場合は長距離の移動を行う。最深潜水記録は119.8メートル。
繁殖形態は卵生。集団繁殖地（コロニー）を形成する。標高70メートル以下で海岸から600メートル以内にある岩場や低木の下、湿原などに2個の卵を産む。生後6年で性成熟する。
天敵はオオフルマカモメで、海に向かうヒナが襲われることが多い。カモメやトウゾクカモメが卵を狙うこともある。

## 人間との関係
1968年から調査が進められ生息数が増加傾向にあったが、1988年の調査では生息数が安定していると考えられている。スネアーズ諸島では上陸や動物の持ち込みを禁止するなどの保護対策が進められている。1988年における生息数は66,000羽と推定されている。